# Colostygia didymata
Colostygia didymata là một loài bướm đêm trong họ Geometridae.